# Fourni Korseon
La isla Fourni Korseon (en griego: Φούρνοι Κορσέων, o bien, Φούρνοι Ικαρίας - Fournoi Ikarias), más simplemente Fourni o Fournoi, es la isla principal de un archipiélago de pequeñas islas griegas del mar Egeo que se encuentran entre las islas de Icaria, Samos y Patmos, no lejos de la costa de Anatolia. Administrativamente, pertenece desde 2011 a la unidad periférica de Icaria (antes formó parte de la prefectura de Samos), en la periferia de Egeo Septentrional. Las dos islas más grandes del grupo, la isla principal de Fourni y la isla de Thymaina, están habitadas, mientras que la isla Agios Minas no lo está y se encuentra algo al este. En la isla principal está Fournoi que es el asentamiento más grande y luego Chryssomilia, en el norte (el tercero después del de Thymaina). La isla es estrecha y alargada, de forma sinuosa, en torno a una espina central.
Muchos de los habitantes son pescadores, si bien durante la temporada de verano la población también está ocupada en actividades turísticas.